# Manna (cantante)
Manna, pseudonimo di Mariam Jäntti (Parigi, 1977), è una cantante finlandese con origini franco-algerine.

## Biografia
Nata nella capitale francese da padre algerino e madre finlandese, Manna ha studiato canto e teatro nell'infanzia e nell'adolescenza. È salita alla ribalta nel 2007, con la pubblicazione del suo album di debutto, Sister, che ha raggiunto la 33ª posizione della top 50 finlandese, seguito da Songs of Hope and Desire nel 2009. Il suo terzo album del 2011, Shackles, ha ottenuto maggior successo, raggiungendo il 14º posto in classifica. La sua musica ha anche successo fra la critica: il quarto album Blackbird, uscito nel 2014, è stato scelto come disco della settimana da varie pubblicazioni, fra cui Helsingin Sanomat e YleX e ha raggiunto il 49º posto. Manna canta inoltre nel collettivo pop Kerkko Koskinen Kollektiivi, con cui ha pubblicato due album: Kerkko Koskinen Kollektiivi, primo posto in classifica nel 2012, e 2, secondo in classifica nel 2014.

## Discografia

### Album
- 2007 - Sister
- 2009 - Songs of Hope and Desire
- 2011 - Shackles
- 2014 - Blackbird

### Singoli
- 2007 - Sing for You
- 2007 - I Gave In
- 2007 - Just for Tonight (feat. Ville Valo)
- 2009 - Some Girls/Some Boys
- 2009 - Truth Song
- 2009 - Holy Dirty Game
- 2011 - Lead Me
- 2011 - Battleships
- 2011 - Shackles
- 2014 - Troublebirds
- 2014 - Mobile
- 2018 - Älti
- 2018 - Kai sekin jotain rakkautta on